# Gwyn Staley 400 1963
Gwyn Staley 400 1963, även Gwyn Staley memorial 400, var ett stockcarlopp ingående i  Nascar Grand National Series (nuvarande Nascar Cup Series) som kördes 28 april 1963 på den 0,625 mile (1,005 km) långa ovalbanan North Wilkesboro Speedway i North Wilkesboro, North Carolina. Banunderlaget var asfalt. Loppet var ursprungligen planerat att köras 400 varv men flaggades av efter 257 varv på grund av regn. Gwyn Staley 400 vanns av Richard Petty i en Plymouth på tiden 1:57.06 körandes för Petty Enterprises. Pettys snitthastighet var 83,301 mph. Han var när loppet flaggades av ensam förare på ledarvarvet, ett varv före tvåan Fred Lorenzen. Det var Pettys 19:e vinst av totalt 200 i karriären. Prispotten uppgick till 14 675 dollar, varav 3 575 dollar gick till segraren. Loppet är uppkallat efter stockcarföraren Gwyn Staley som förolyckades på Atlantic Rural Fairgrounds (nuvarande Richmond Raceway) 23 mars 1958 i ett lopp ingående i Nascar Convertible Division.

## Resultat
| Plc     | Nr  | Förare           | Team/ bilägare        | Konstruktör | Start | Varv | Ledda varv |
| ------- | --- | ---------------- | --------------------- | ----------- | ----- | ---- | ---------- |
| 1       | 43  | Richard Petty    | Petty Enterprises     | Plymouth    | 7     | 257  | 130        |
| 2       | 28  | Fred Lorenzen    | Holman Moody          | Ford        | 1     | 256  | 23         |
| 3       | 21  | Tiny Lund        | Wood Brothers Racing  | Ford        | 2     | 256  | 25         |
| 4       | 41  | Jim Paschal      | Petty Enterprises     | Plymouth    | 9     | 254  | 0          |
| 5       | 87  | Buck Baker       | Buck Baker Racing     | Pontiac     | 5     | 254  | 0          |
| 6       | 6   | David Pearson    | Owens Racing          | Dodge       | 11    | 254  | 0          |
| 7       | 4   | Rex White        | Rex White             | Chevrolet   | 6     | 252  | 0          |
| 8       | 99  | Bobby Isaac      | Bondy Long            | Ford        | 10    | 250  | 0          |
| 9       | 5   | Billy Wade       | Owens Racing          | Dodge       | 13    | 249  | 0          |
| 10      | 47  | Jack Smith       | Jack Smith            | Plymouth    | 12    | 248  | 0          |
| 11      | 49  | Larry Thomas     | J.C. Parker           | Dodge       | 17    | 247  | 0          |
| 12      | 62  | Curtis Crider    | Curtis Crider         | Mercury     | 23    | 244  | 0          |
| 13      | 7   | Buddy Baker      | Buck Baker Racing     | Chrysler    | 30    | 241  | 0          |
| 14      | 96  | Jimmy Massey     | Hubert Westmoreland   | Chevrolet   | 18    | 241  | 0          |
| 15      | 09  | Larry Manning    | Bob Adams             | Chevrolet   | 19    | 240  | 0          |
| 16      | 1   | E.J. Trivette    | Jess Potter           | Chevrolet   | 22    | 237  | 0          |
| 17      | 19  | Herman Beam      | Herman Beam           | Ford        | 20    | 234  | 0          |
| 18      | 51  | Bob Cooper       | Bob Cooper            | Pontiac     | 21    | 234  | 0          |
| 19      | 18  | Stick Elliott    | Toy Bolton            | Pontiac     | 16    | 231  | 0          |
| 20      | 34  | Jimmy Pardue     | Pete Stewart          | Pontiac     | 14    | 229  | 0          |
| 21      | 54  | Wendell Scott    | Scott Racing          | Chevrolet   | 27    | 225  | 0          |
| 22      | 33  | Roy Mayne        | C.L. Kilpatrick       | Chevrolet   | 26    | 222  | 0          |
| 23      | 8   | Joe Weatherly    | Bud Moore Engineering | Pontiac     | 3     | 213  | 0          |
| 24      | 58  | G.C. Spencer     | GC Spencer Racing     | Chevrolet   | 15    | 183  | 0          |
| 25      | 11  | Ned Jarrett      | Burton-Robinson       | Ford        | 8     | 156  | 0          |
| 26      | 55  | LeeRoy Yarbrough | Lyle Stelter          | Mercury     | 24    | 138  | 0          |
| 27      | 3   | Junior Johnson   | Fox Racing            | Chevrolet   | 4     | 98   | 79         |
| 28      | 86  | Neil Castles     | Buck Baker Racing     | Chrysler    | 25    | 71   | 0          |
| 29      | 134 | Earl Brooks      | Scott Racing          | Chevrolet   | 28    | 68   | 0          |
| 30      | 93  | Jerome Warren    | Jerome Warren         | Ford        | 29    | 29   | 0          |
| 31      | 31  | Sam Fogle        | James Kelly           | Mercury     | 31    | 20   | 0          |
| Källor: |     |                  |                       |             |       |      |            |